# Olof Hermelin (Historiograf)

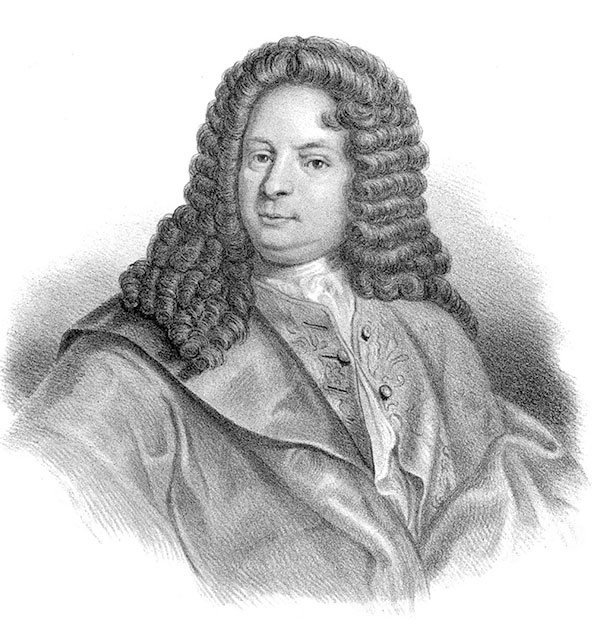
Olof Hermelin

Olof Hermelin (* 1658 in Filipstad; † um 1709 oder 1712
vermutlich bei Moskau) war ein schwedischer Beamter, Adliger und Diplomat. Er übte das Amt des Reichshistoriographen aus.

## Leben
Hermelin war Sohn des Bürgermeisters Nils Manson und von Karin Andersdotter Skragge. Er immatrikulierte sich an der Universität Uppsala unter dem mütterlichen Namen Skragge. 1687 kehrte er von einer Auslandsreise zurück und erhielt zunächst eine Anstellung beim Reichsarchiv und 1689 eine Berufung zum Professor der Rhetorik und später auch der Rechtswissenschaften in Dorpat. In dieser Funktion begrüßte Hermelin am 31. August 1696 den neuen schwedischen Generalgouverneur von Livland, den Grafen Erik Dahlberg, mit den Worten:

„Lege ab Deine Unruhe, Livland, hebe Dein von Sorgen gebeugtes Haupt! Du hast Gnade gefunden vor Deinem Könige, der Dir einen wackeren Steuermann gesandt hat.“

Livland litt zu der Zeit an den Folgen der durch Karl XI. eingeleiteten Rückforderung der Krongüter („Reduktion“) und die Livländer hatten die Hoffnung, dass der Nachfolger, der junge König Karl XII., die Härten abmildern würde.
Hermelin war, in Nachfolge Lagerlöfs, seit 1699 schwedischer Reichshistoriograph und begleitete in dieser Funktion die schwedische Armee unter Karl XII. in den Nordischen Krieg in Livland, Polen, Sachsen und Russland bis nach Poltawa. Während der Winterquartiere behandelte Hermelin fast täglich, zusammen mit dem Grafen Piper und dem König, „in der sorgfältigsten Weise die Angelegenheiten von Reich und Armee sowie die Kriegsfragen“. Im Auftrag des Königs ließ er mehrere Streitschriften ausgehen, darunter gegen die Polen gerichtete Pamphlete wie Die von Lügen gerettete Wahrheit, die Rechtmässige Beantwortung, von Seiten Ih. Kön. Maj. zu Schweden, worin des Königs von Pohlen … Betrügereyen u. Schmähungen, mit welchem Er seinen höchst ungerechten … Krieg zu beschönigen … gesuchet, der Welt vor Augen geleget werden sowie Untersuchung der Uhrsachen/ mit Welchen Von dem General der so-genannten Sächsischen Trouppen Sein unversehener und treuloser Einfall in Liefland In einigen ans Liecht gegebenen Briefen beschöniget werden wollen: Aus dem Lateinischen Original übersezzet. Darüber hinaus schrieb er in schwedischer Sprache und ebenfalls im Auftrag des Königs, eine Widerlegung des als kränkend empfundenen Manifestes des russischen Zaren, die dieser wohl sehr persönlich genommen haben soll (Wiederlegung der Lästerungen, Welche der Muscowitische Czaar Den Krieg, Womit Er die Schweden, wieder seinen Eyd und noch kurtz vorher versicherte Treue und Glauben zu beschönigen, gebrauchet hat; Nach dem Lateinischen verteutschet).
1703 wurde er in den Adelsstand erhoben und 1705 zum Staatssekretär und Kanzleirat befördert.
Hermelin nahm 1706 an den Verhandlungen zum Frieden von Altranstädt auf schwedischer Seite teil, zusammen mit Graf Carl Piper, dem Königlich Geheimen Rat und Obrist-Marschall. Er bekleidete zu der Zeit immer noch die Funktion eines Königlichen Staats-Secretarius und Kanzlei-Rat. Fast zeitgleich schrieb er im Auftrag des Königs die „Resolution den Fall Paykull betreffend“, der als Livländer in sächsischen Diensten stand und sich nach der Schlacht von Warschau in schwedischer Gefangenschaft befand. Sie schließt mit den für Paykull verhängnisvollen Worten: „Daher – wenn man die Gesetze und Verfügungen gegen die Gründe und Umstände abwägt, welche vom Gericht als ‚mildernde‘ bezeichnet wurden, so kann man nichts sehen, was Grund geben könnte, Paykul von der Schuld freizusprechen – gegen König und Vaterland gekämpft zu haben.“ Paykull wurde schließlich auf Brunkeberg bei Stockholm am 4. Februar 1707 auf Befehl des Königs hingerichtet.
In seinen Briefen an Samuel Barck zeigt Hermelin seine Kritik an König Karl XII., wenn er schreibt, er „wage nicht zu schreiben, was ich weiß und denke. Hier ist keine Hoffnung; alles wird täglich schlechter. Ich bin völlig verzweifelt, gebe mich aber gleichwohl zufrieden, daß es nicht anders sein kann. Ihr seid glücklich, daß Ihr nicht seht und hört, was wir sehen … und wer ist die Ursache dazu anders als der, der keinen Rat annehmen will.“ Livland ging für Schweden nach dem Fall von Narwa 1704 nach und nach verloren.
Bei der Niederlage der schwedischen Armee 1709 vor Poltawa fiel die gesamte schwedische Feldkanzlei wie auch Hermelin selbst den Russen in die Hände. Manche Historiker glauben den Berichten, denen zufolge Hermelin im Gefängnis in Moskau von Peter I. aus Rache mit den bloßen Händen umgebracht wurde. Als Todesjahr wird daher 1709 angenommen. In der russischen Beschreibung des Triumphzuges Peters des Großen durch Moskau aus dem Jahr 1710 wird Hermelin schon nicht mehr genannt.

## Wirken
Hermelin galt in seiner Zeit durchaus als großer Gelehrter, er war befreundet mit dem Gelehrten Urban Hjärne. So wurde posthum (1717) sein lateinisches Werk über die Ureinwohner Livlands De Origine Livonorum Disquisitio in Leipzig herausgegeben. Einen deutschen Abdruck gab Kymmel in Riga 1857 heraus unter dem Titel: Drey kleine Schriften über die Geschichte Livland’s von Thomas Horner, Augustinus Eucaedius und Dionysius Fabricius, und zwey Untersuchungen über die Abstammung der Eingeborenen Livland’s von Fridericus Menius und Olaus Hermelin. In seiner Dorpater Zeit als Professor, in der er auch mehrmals Rektor der Universität war, erschienen unter seiner Regie zahlreiche Promotionsschriften seiner Studenten. Sein größtes Projekt war die Verfassung des Textes zu Dahlbergs Suecia antiqua et hodierna, doch hinderten ihn seine Pflichten in der Feldkanzlei an der gründlichen Ausführung, so dass dieses prachtvolle Ansichtenwerk Dahlbergs ohne den erläuternden Text herausgegeben wurde.